# Серпц
Серпц (пол. Sierpc) — город в Польше, входит в Мазовецкое воеводство, Серпецкий повят. Занимает площадь 18.6 км². Население — 18872 человек (на 2004 год).

## Галерея

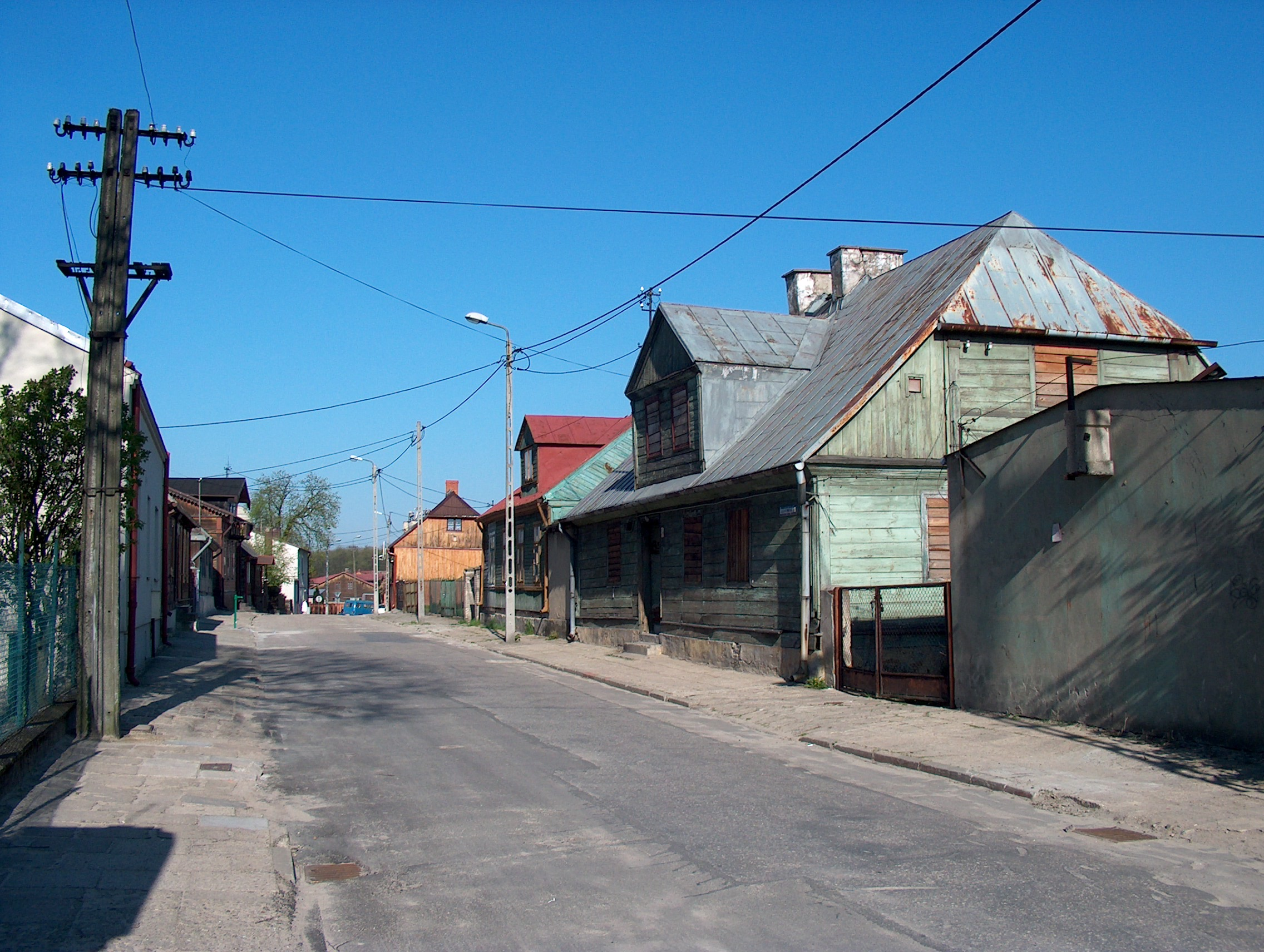
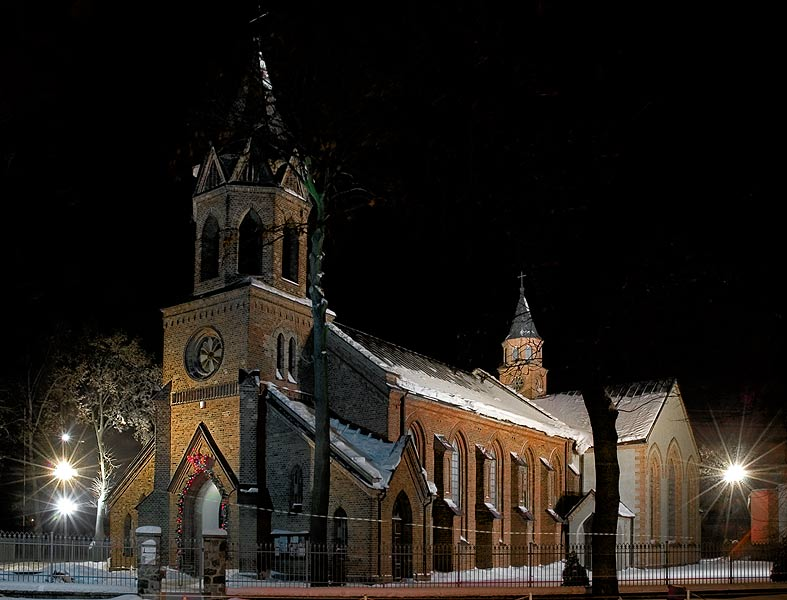

## Достопримечательности
- Музей мазовецкой деревни.